# Траверсетоло
Траверсетоло (итал. Traversetolo) — коммуна в Италии, располагается в регионе Эмилия-Романья, подчиняется административному центру Парма.
Население составляет 8546 человек (на 2004 г.), плотность населения составляет 143 чел./км². Занимает площадь 54 км². Почтовый индекс — 43029. Телефонный код — 0521.
Покровителем коммуны почитается святитель Мартин Турский, празднование в воскресение, ближнее к 11 ноября.

## Города-побратимы
- Орезон (Франция)